# آریادنه دیاز
آریادنه دیاز (تلفظ اسپانیایی: [aˈɾjaðne ˈði.as] ; Ariadne Rosales Diaz) در ۱۷ اوت ۱۹۸۵ در پورتو والارتا، خالیسکو، مکزیک به دنیا آمد و یک بازیگر و مدل سابق مکزیکی است. دیاز در ۱۷ اوت ۱۹۸۶ در پورتو والارتا به دنیا آمد. او از تبار اسپانیایی و فرانسوی است.

## فیلم‌شناسی

### فیلم
| سال  | عنوان                             | نقش    | یادداشت     |
| ---- | --------------------------------- | ------ | ----------- |
| ۲۰۱۳ | ۳:۶ تا طلوع آفتاب                 | زن     | فیلم کوتاه  |
| ۲۰۱۵ | گل وحشی: سرنوشت او عشق ورزیدن بود | خودش   | مستند کوتاه |
| ۲۰۱۶ | قسم می‌خورم که نبودم               | مونیکا |             |
| ۲۰۲۴ | ال رومی                           |        |             |

### نقش‌های تلویزیونی
| سال       | عنوان                     | نقش                       | یادداشت                                            |
| --------- | ------------------------- | ------------------------- | -------------------------------------------------- |
| ۲۰۰۶      | انرژی فوق‌العاده سونریک    | آری                       | ۲۶ قسمت                                            |
| ۲۰۰۷      | RBD: خانواده              | نقش نامعلوم               | قسمت: "El que quiera azul celeste, que se acueste" |
| ۲۰۰۷      | دخترا مثل شما             | لتیسیا هرناندز فرناندز    | نقش اصلی                                           |
| ۲۰۰۷–۲۰۰۸ | به جهنم با خوش تیپ        | فلورنسیا اچواریا          | نقش تکرار شونده                                    |
| ۲۰۰۸–۲۰۰۹ | فردا برای همیشه است       | شفق قطبی                  | نقش تکرارشونده؛ ۱۴۱ قسمت                           |
| ۲۰۱۰–۲۰۱۱ | لینا دی آمور              | ماریانلا رویز و ترزا پاون | نقش اصلی                                           |
| ۲۰۱۲–۲۰۱۳ | زن گیل                    | مارسلا مورالس             | نقش اصلی؛ ۱۶۷ قسمت                                 |
| ۲۰۱۴      | رنگ دلخواه                | آدریانا موریلو            | ۵ قسمت                                             |
| ۲۰۱۴      | بد دوست داشتنی            | آکاسیا ریواس مالدونادو    | نقش اصلی؛ ۱۱۶ قسمت                                 |
| 2017      | زندگی دوگانه استلا کاریلو | استلا کاریلو              | نقش اصلی؛ ۷۲ قسمت                                  |
| ۲۰۱۸      | باید تو بودی              | ماریسا سانتی استبان       | نقش اصلی؛ ۸۷ قسمت                                  |
| ۲۰۲۲      | دایی من                   | سام                       | نقش اصلی                                           |
| ۲۰۲۲      | ونسر لا اوسنسیا           | جولیا                     | نقش اصلی                                           |
| ۲۰۲۳      | فراتر از تو               | امی                       | نقش اصلی                                           |